# ریاضیات سرگرمی
ریاضیات سرگرمی (به انگلیسی: Recreational mathematics) به معنی بهره‌گیری از ریاضیات به عنوان سرگرمی و بازی و نه پژوهش و کاربردهای حرفه‌ای است. بازی‌های ریاضی، چیستان‌ها و معماهای ریاضی، تردستی‌ها و جورچین‌ها دسته‌هایی از سرگرمی‌های ریاضی به‌شمار می‌روند.
انجمن ریاضی آمریکا (MAA) ریاضیات تفریحی را در گروه‌های موضوعی ویژه خود قرار داده‌است.
مسابقات ریاضی (مانند آنهایی که توسط انجمن‌های ریاضی برگزار می‌شوند) نیز جزو ریاضیات تفریحی دسته‌بندی می‌شوند.

## موضوعات
برخی از موضوعات معروف مورد مطالعهٔ ریاضیات تفریحی بدین قرارند: مکعب روبیک، مربع‌های جادویی، فراکتال‌ها، معماهای منطقی و مسائل شطرنج.
ولی این حوزه از ریاضی موضوعاتی مثل زیبایی‌شناسی و فرهنگ ریاضی را هم در بر می‌گیرد.

### بازی‌های ریاضیاتی
بازی‌های ریاضیاتی بازی‌هایی که قوانین، استراتژی‌ها و نتایج آنها در ریاضیات مطالعه می‌شوند. شاید بازیکنان برای انجام بازی نیازی به ریاضیات نداشته باشند اما در ریاضیات بررسی می‌شوند. به عنوان مثال، منقله در زمینه نظریه بازی‌های ترکیبیاتی مطالعه می‌شود، اما برای بازی آن هیچ دانش ریاضی ای لازم نیست.

### معماهای ریاضی
رمزنگاری کلاسیک و معماهای منطقی از نمونه‌های رایج معماهای ریاضی هستند. اتوماتای سلولی و فراکتال‌ها را نیز معمای ریاضی به حساب آورده‌اند با اینکه حل کنندهٔ مسئله فقط با تعیین شرایط اولیه نتیجه را شکل می‌دهد.

### فعالیتهای دیگر
- خصوصیات الگوریتمی و هندسی اریگامی
- فرایند الگوهای نخ بازی مانند Cat's cradles و غیره.
- نرم‌افزارهای ترسیم کننده فراکتال

## وبلاگ‌های آنلاین، پادکست‌ها و کانال‌های یوتیوب
وبلاگ‌های آنلاین زیادی هستند که به ریاضیات تفریحی اختصاص دارند:
- Cut-the-knot وبسایت توسط الکساندر بوگومولنی
- Futility Closet وبلاگ و پادکست توسط گرگ راس
- Numberphile کانال یوتیوب توسط بردی هاران
- ۳آبی۱قهوه‌ای کانال یوتیوب
- ویدئوهای Vi Hart
- Stand-Up Maths که Matt Parker آن را ساخته‌است.

## چاپی
- مجله Eureka که توسط انجمن ریاضی دانشگاه کمبریج منتشر می‌شود یکی از قدیمی‌ترین مجلات در رابطه با ریاضیات تفریحی است. از سال ۱۹۳۹ تاکنون ۶۰ بار منتشر شده‌است که بسیاری از مؤلفان آن ریاضیدانان و دانشمندان مشهور بودند مانند مارتین گاردنر، جان کانوی، راجر پنروز، ایان استوارت، تیموثی گاورز، استفان هاوکینگ و پل دیراک.
- مجله ریاضیات تفریحی بزرگ‌ترین مجله در این زمینه از زمان تأسیس آن (۱۹۶۸) تا سال ۲۰۱۴ بود که انتشار آن هم‌اکنون متوقف شده‌است.
- Mathematical Games (1956 تا ۱۹۸۱) ستونی در مجلهٔ ساینتیفیک آمریکن بود که مارتین گاردنر مؤلف آن بود. او از طریق علاقه خود به تفریحات ریاضی الهام بخش چندین نسل از ریاضیدانان و دانشمندان بود. "بازی‌های ریاضی Mathematical Games " با ۲۵ ستون ،"Metamagical Themas (1981-1983) "، ستونی توسط داگلاس هوفشتاتر مشابه بازی‌های ریاضی، "تفریحات ریاضی Mathematical Recreations" و " Computer Recreations تفریحات رایانه ای " (۱۹۸۴–۱۹۹۱) توسط AK Dewdney با ۷۸ ستون. "تفریحات ریاضی" (۱۹۹۱ تا ۲۰۰۱) توسط یان استوارت با ۹۶ ستون، و اخیراً "Puzzling Adventures ماجراهای پیچیده" توسط دنیس شاشا.
- مجله ریاضیات تفریحی، که انجمن لودوس آن را منتشر کرده‌است، الکترونیکی و نیمساله است، و بر موضوعات سرگرم‌کننده و طنز متمرکز است اما با این وجود حقایق اصلی و علمی عمیق ریاضی را ارائه می‌دهد.

## افراد
| نام و نام خانوادگی         | نام خانوادگی | بدنیا آمدن | فوت کرد | ملیت     | شرح |
| -------------------------- | ------------ | ---------- | ------- | -------- | --- |
| لوئیس کارول (چارلز داگسون) | کارول        | ۱۸۳۲       | ۱۸۹۸    | انگلیسی  | ریاضیدان، طراح معما و عکاس که بیشتر به خاطر نوشتن آلیس در سرزمین عجایب و آنسوی آینه شناخته می‌شود.                     |
| سم لوید                    | لوید         | ۱۸۴۱       | ۱۹۱۱    | آمریکایی | بازیکن شطرنج و ریاضیدان تفریحی.                                                                                       |
| هنری دودنی                 | دادنی        | ۱۸۵۷       | ۱۹۳۰    | انگلیسی  | به عنوان "بزرگترین معماشناس" انگلستان شناخته می‌شود.                                                                   |
| یاکوف پرلمان               | پرلمن        | ۱۸۸۲       | ۱۹۴۲    | روسی     | نویسنده بسیاری کتابهای علم به زبان ساده و ریاضیات به زبان ساده، از جمله کتاب سرگرمی‌های ریاضیات                        |
| مارتین گاردنر              | گاردنر       | ۱۹۱۴       | ۲۰۱۰    | آمریکایی | نویسنده کتاب‌هایی دربارهٔ ریاضیات به زبان ساده و علم به زبان ساده؛ نویسندهٔ کتاب بازی‌های ریاضی، یک ستون ساینتیفیک آمریکن |
| ریموند اسمولیان            | اسمولان      | ۱۹۱۹       | ۲۰۱۷    | آمریکایی | منطق دان؛ نویسنده کتابی با موضوع معماهای منطق " To Mock a Mockingbird "                                               |
| جوزف ماداچی                | ماداچی       | ۱۹۲۷       | ۲۰۱۴    | آمریکایی | ویرایشگر مجله ریاضیات تفریحی، نویسنده "Mathematics on Vacation and Madachy's Mathematical Recreations, "              |
| سلیمان دبلیو گلومب         | گلومب        | ۱۹۳۲       | ۲۰۱۶    | آمریکایی | ریاضیدان و مهندس، سازندهٔ پلیمینو                                                                                      |
| جان هورتون کانوی           | کانوی        | ۱۹۳۷       | ۲۰۲۰    | انگلیسی  | ریاضیدان و به سازندهٔ بازی زندگی کانوی، شریک در تألیفWinning Ways، تجزیه و تحلیل بسیاری از بازی‌های ریاضیاتی            |

## برای مطالعهٔ بیشتر
- W. W. Rouse Ball and H.S.M. Coxeter (1987). Mathematical Recreations and Essays, Thirteenth Edition, Dover. شابک ‎۰-۴۸۶-۲۵۳۵۷-۰.
- Henry E. Dudeney (1967). 536 Puzzles and Curious Problems. Charles Scribner's sons. شابک ‎۰-۶۸۴-۷۱۷۵۵-۷.
- Sam Loyd (1959. 2 Vols.). in Martin Gardner: The Mathematical Puzzles of Sam Loyd. Dover. اُسی‌ال‌سی ۵۷۲۰۹۵۵.
- Raymond M. Smullyan (1991). The Lady or the Tiger? And Other Logic Puzzles. Oxford University Press. شابک ‎۰-۱۹-۲۸۶۱۳۶-۰.